# Obeliscoides
Obeliscoides ist eine Gattung der Fadenwürmer, deren Vertreter in der Nearktis im Magen von Hasenartigen parasitieren. Mit dem Florida-Waldkaninchen wurde Obeliscoides cuniculi aber auch nach Europa verschleppt und tritt hier beim Feldhasen auf.

## Merkmale
Obeliscoides haben ein typisches Längsleistenmuster (Synlophe). Von anderen Cooperiini unterscheiden sie sich dadurch, dass die Dorsalrippe der Bursa copulatrix klein ist.

## Systematik
Obeliscoides wird von Hodda in die Untertribus Obeliscoidinii eingeordnet, er weist vier Arten aus. Nach Roy C. Anderson enthält die Gattung nur die Art Obeliscoides cuniculi mit zwei Unterarten: Obeliscoides cuniculi cuniculi kommt beim Florida-Waldkaninchen vor, Obeliscoides cuniculi multistriatus beim Schneeschuhhasen. In der freien Natur gibt es vermutlich keine Hybriden. Experimentell lassen sich beide Unterarten kreuzen, bis zur F3-Generation entwickeln sich fruchtbare Nachkommen, bei Rückkreuzungen entstehen allerdings keine Nachkommen mehr, so dass es sich vermutlich um eine beginnende Artbildung handelt.